# Für immer (Album)
Für immer ist das sechste Studioalbum der deutschen Popschlager-Sängerin Vanessa Mai.

## Entstehung und Artwork

### Entstehung
Die meisten Titel des Albums wurden von Vanessa Mai selbst geschrieben, sie schrieb insgesamt an neun der 13 Neukompositionen mit. Es handelt sich um das erste Album, bei dem Mai als Autorin mitwirkte, zuvor hatte sie lediglich an den beiden Titel Ich kann heut Nacht nicht schlafen und Nie wieder für ihr viertes Studioalbum Regenbogen mitgeschrieben. Der deutsche DJ und Musikproduzent Matthias Zürkler (B-Case) stellt mit sieben Autorenbeteiligungen die zweitmeisten Titel des Albums, die meisten als externer Autor. Das deutsche Brüderpaar Christoph und Daniel Cronauer schrieb an sechs Liedern des Albums mit. Die Liedtexter und Komponisten Mark Hiller, Jules Kalmbacher, das Produzententrio Silverjam (bestehend aus Patrick Benzner, Dave Roth und Serhat Sakin) sowie Stefan Ultsch zeichnen jeweils für zwei Neukompositionen verantwortlich. Des Weiteren schrieben 19 weitere Autoren vereinzelt Stücke, darunter namhafte Künstler wie Sera Finale, das Produzententeam Junkx (bestehend aus Dennis Bierbrodt, Stefan Dabruck, Jürgen Dohr und Guido Kramer), Lukas Loules, Xavier Naidoo, Nico Santos und das DJ-Duo Stereoact (bestehend aus Rico Einenkel und Sebastian Seidel). Diese wirkten zum Teil auch als Gastsänger auf dem Album mit. Sera Finale und Silverjam hatten mit Stärker bereits ein Lied für Mais vorangegangenes Album Schlager geschrieben. Loules wirkte nach den Alben Schlager, Regenbogen und der Coveraufnahme zu Für dich – auf dem gleichnamigen Album – bereits zum vierten Mal als Autor an einem Studioalbum von Mai mit.
Produziert wurden die meisten Neukompositionen von Zürkler, der an allen Autorenbeteiligungen auch als Produzent tätig war (7 Stück). Das Gleiche gilt für Christoph Cronauer, der somit sechs Produktionen des Albums stellt. Der deutsche Produzent Jules Kalmbacher sowie das Produzententrio Silverjam produzierten je zwei Stücke des Albums. Des Weiteren produzierten Daniel Deimann, Junkx, Dominik Köhl, Stereoact und Joshua Stolten jeweils einen Titel. Das Mastering erfolgte mit Ausnahme zweier Lieder unter der Leitung des Berliner beziehungsweise Münchner Kollektivs um Truva Music. Das Stück Meine größte Schwäche wurde durch den Berliner Tontechniker Lex Barkey, das Lied Beste Version durch den Düsseldorfer Michael Schwabe gemastert. Truva Music zeichnet darüber hinaus auch für den Großteil der Abmischung verantwortlich. Zwei Neukompositionen wurden durch das Produzententrio Silverjam und eine durch Loules abgemischt. Für die Instrumentation der meisten Titel war Zürkler verantwortlich, er spielte für sechs Lieder die Musik ein. Die zweitmeisten Einspielungen erfolgten durch Christoph Cronauer, der fünf Titel einspielte. Kalmbacher und Silverjam wurden für zwei Instrumentationen engagiert. Des Weiteren spielten vereinzelt Michael Geldreich, Junkx, Loules sowie Felix Schüler Instrumente ein.

### Artwork
Auf dem Frontcover des Albums ist – neben Künstlernamen und Albumtitel – das Gesicht von Mai zu sehen. Es zeigt sie von hinten, während sie rechts über ihre Schulter in Richtung des Betrachters schaut. Das komplette Coverbild ist in rötlichen Farbtönen gehalten, mit Ausnahme der Interpretenangabe, diese ist in weißer Schrift in der linken oberen Ecke platziert. Über das komplette Coverbild ist im Hintergrund beziehungsweise transparent, in mehreren Zeilen, der Albumtitel zu finden. Wie schon bei Für Dich und Regenbogen stammen das Artwork und die Fotografien des Covers sowie des beiliegenden 18-seitigen Begleithefts von Roland Reinsberg beziehungsweise Sandra Ludewig. Das Frontcover präsentierte Mai erstmals am 3. November 2019 über die sozialen Medien.

## Veröffentlichung und Promotion
Die Erstveröffentlichung von Für immer erfolgte am 24. Januar 2020 als CD, Download und Streaming, durch das Musiklabel Ariola (einem Sublabel von Sony Music Entertainment). Vorbestellbar war das Album bereits seit dem 18. Oktober 2019. Die Lieder wurden durch AFM Publishing und Vanessa Mai Edition (je 9 Titel), Budde Music (7 Titel), Sony/ATV Music Publishing (3 Titel), Benzer Publishing, den Ellenberger Verlag, Emmaspark Music und Madizin Music Publishing (je 2 Titel) sowie zehn weitere Musikverlage verlegt. Der Vertrieb erfolgt durch Sony Music Entertainment. Die Aufnahmen erfolgten unter anderem in den House of Music Studios in Winterbach, im Jules Kamlbacher Studio in Mannheim sowie den Hamburger Madizin Studios. Die herkömmliche Version des Albums beinhaltet 13 Neukompositionen sowie vier Remixversionen und eine Coverversion. Für immer kommt somit auf eine Titelliste von 18 Liedern. Die endgültige und komplette Titelliste wurde erstmals am 27. Dezember 2019 bekanntgegeben. Zeitgleich mit dem regulären Album erschien eine limitierte Fanbox. Diese beinhaltet neben dem Album ein Popsocket, einen Gym-Bag, ein XXL-Poster, eine handsignierte Grußkarte, ein Button-Set sowie ein Hardcover-Buch mit handschriftlichen Liedtexten und Notizen. Eigentlich plante man zu Beginn drei Konfigurationen des Albums zu veröffentlichen: Standard CD (13 Titel), Premium-Edition (18 Titel) und Fanbox (Merchandise + Premium-CD). Die Begründung, dass das Album nur in einer physischen Form erschien, lautete, dass jeder Fan alle Lieder hören können solle.
Um das Album zu bewerben, erfolgten unter anderem zwei Auftritte im ZDF-Fernsehgarten. Am 10. Juni 2019 präsentierte Mai dort ihre Single Spiegel, Spiegel, am 19. Juli 2020 die Singles Highlight und Venedig (Love Is in the Air). Außerdem trat sie am 24. Januar 2020 mit Spiegel, Spiegel im ARD-Morgenmagazin auf. Darüber hinaus absolvierte Mai, zusammen mit Stereoact, einen Liveauftritt zur Hauptsendezeit in der Sat.1-Show Catch! Die Deutsche Meisterschaft im Fangen am 3. Januar 2020. Einen Tag nach der Albumveröffentlichung strahlte ARD den Spielfilm Nur mit Dir zusammen aus, in dem Mai ihr Filmdebüt an der Seite von Axel Prahl gab. Am Ende des Films singt sie das Lied Spiegel, Spiegel. Am 26. Juli 2020 trat sie mit Highlight und Venedig (Love Is in the Air) in der ARD-Show Immer wieder sonntags auf.

## Hintergrund
Der Veröffentlichungstermin von Für immer war eigentlich für den Oktober 2019 geplant, musste jedoch wegen Dreharbeiten (Nur mit Dir zusammen) sowie aus persönlichen Gründen verschoben werden. Auch für den Herbst 2019 war eine Arena-Tour geplant, deren Karten schon im Verkauf waren, die jedoch abgesagt wurde. Mai erklärte ihre persönlichen Probleme damit, dass der Erfolgsdruck sie „fast kaputt“ gemacht habe. Sie habe sich fremdbestimmt gefühlt, den Glauben an sich verloren und angefangen, sich mit anderen Sängerinnen zu vergleichen. Mai gab zu, dass sie ihre anfängliche Unbeschwertheit verloren hatte. Sie habe Menschen um sich herum gehabt, die ihr das Gefühl gaben, sie müsse sich dafür schämen, was sie bisher getan hatte. Sie habe tolle Dinge erlebt und erreicht, konnte es aber nicht mehr genießen. Aus diesem Grund nahm sie sich eine Auszeit und verschob ihre laufenden Projekte. In einem weiteren Interview verriet Mai, dass sie eigentlich ein fertiges Album gehabt habe, mit dem sie aber nicht zufrieden gewesen sei und alles verworfen habe. Aus dem ursprünglichen Werk habe es nur das Stück Beste Version auf Für immer geschafft.

## Inhalt
Alle Liedtexte des Albums sind in deutscher Sprache verfasst. Die Lieder stammen größtenteils von Mai selbst und den Autoren Chris Cronauer, Daniel Cronauer und Matthias Zürkler, daneben von 25 weiteren Komponisten und Liedtextern, die vereinzelt Titel komponierten und schrieben. Der Albumtitel Für immer ist laut Mai eine „Verneigung vor ihren Fans“. Musikalisch bewegen sich die Lieder überwiegend im Bereich des Elektropop und des Popschlagers. Thematisch befassen sich die Lieder überwiegend mit der Liebe. Einige Liedtitel wie Blue (englisch für ‚Blau‘), Forever (englisch für ‚Für immer‘), Highlight (englisch für ‚Höhepunkt‘) und Love Is in the Air (englisch für ‚Liebe ist in der Luft‘) tragen einen englischsprachigen Namen, die Texte sind jedoch auf Deutsch verfasst, lediglich die entsprechenden Worte oder Satzteile sind in Englisch. Des Weiteren finden sich in den Texten oft Anglizismen oder englische Phrasen wie „Baby, Please Don’t Go“ (englisch für ‚Liebling, bitte geh nicht‘) in Blue, „Candlelights“ (englisch für ‚Kerzenlicht‘) in Venedig (Love Is in the Air) oder auch „Deeper than the Ocean“ (englisch für ‚Tiefer als der Ozean‘) in Hast du jemals. Das Album besteht aus 18 Liedern, wovon nur 13 neue Studioaufnahmen sind. Außer diesen enthält das Album vier Remixversionen von Titeln, die in ihrer Studioversion aus Für immer stammen sowie das Lied Spiegel, Spiegel, das eigentlich auch aus dem Album stammt, im Duett mit dem deutschen Schauspieler Axel Prahl. Weitere Gastauftritte auf dem Album erfolgten durch Xavier Naidoo (Hast du jemals) und Stereoact (Ja Nein Vielleicht). Neben dem Hauptgesang von Mai sind im Hintergrund in einzelnen Liedern die Stimmen von Lukas Loules und seiner Frau Tryna Loules, der Silverjam-Mitglieder sowie Mariana Wagner zu hören.
| #  | Titel                                                                 | Autor(en)                                                                                    | Produzent(en)                                             | Länge |
| -- | --------------------------------------------------------------------- | -------------------------------------------------------------------------------------------- | --------------------------------------------------------- | ----- |
| 1  | Venedig (Love Is in the Air)                                          | Christoph Cronauer, Daniel Cronauer, Vanessa Mai, Matthias Zürkler                           | Christoph Cronauer, Matthias Zürkler                      | 2:38  |
| 2  | Forever (Silverjam Single Mix)                                        | Mark Hiller, Vanessa Mai, Silverjam, Stefan Ultsch                                           | Silverjam                                                 | 2:42  |
| 3  | Blue (Silverjam Single Mix)                                           | Mark Hiller, Vanessa Mai, Silverjam, Stefan Ultsch                                           | Silverjam                                                 | 3:47  |
| 4  | Highlight                                                             | Christoph Cronauer, Daniel Cronauer, Sera Finale, Vanessa Mai, Nico Santos, Matthias Zürkler | Christoph Cronauer, Matthias Zürkler                      | 3:03  |
| 5  | Hast du jemals (feat. Xavier Naidoo)                                  | Ronja Amundsen, Jules Kalmbacher, Xavier Naidoo                                              | Jules Kalmbacher                                          | 2:52  |
| 6  | Ein letztes Mal                                                       | Christoph Cronauer, Daniel Cronauer, Vanessa Mai, Matthias Zürkler                           | Christoph Cronauer, Matthias Zürkler                      | 3:55  |
| 7  | Spiegel, Spiegel                                                      | Louis Berton, Michael Herberger, Louis Leibfried                                             | Jules Kalmbacher                                          | 3:28  |
| 8  | Ja Nein Vielleicht (Stereoact feat. Vanessa Mai)                      | Dominik Köhl, Buket Kocates, Stereoact, Joshua Stolten, Matthias Zürkler                     | Dominik Köhl, Stereoact, Joshua Stolten, Matthias Zürkler | 2:49  |
| 9  | Zusammen mit dir                                                      | Christoph Cronauer, Daniel Cronauer, Vanessa Mai, Matthias Zürkler                           | Christoph Cronauer, Matthias Zürkler                      | 3:44  |
| 10 | Maisterwerk                                                           | Christoph Cronauer, Daniel Cronauer, Vanessa Mai, Matthias Zürkler                           | Christoph Cronauer, Matthias Zürkler                      | 2:56  |
| 11 | Beste Version                                                         | Daniel Deimann, Junkx, Vanessa Mai, Joe Walter                                               | Daniel Deimann, Junkx                                     | 3:20  |
| 12 | Meine grösste Schwäche                                                | Lukas Loules                                                                                 | Lukas Loules                                              | 2:52  |
| 13 | Mein Herz schlägt Schlager 2.0                                        | Christoph Cronauer, Daniel Cronauer, Vanessa Mai, Matthias Zürkler                           | Christoph Cronauer, Matthias Zürkler                      | 3:28  |
| 14 | Venedig (Love Is in the Air) (Club Remix)                             | Christoph Cronauer, Daniel Cronauer, Vanessa Mai, Matthias Zürkler                           | Christoph Cronauer, Matthias Zürkler                      | 2:29  |
| 15 | Forever (Schallkaiser Remix)                                          | Mark Hiller, Vanessa Mai, Silverjam, Stefan Ultsch                                           | Silverjam                                                 | 3:02  |
| 16 | Blue (Silverjam Remix)                                                | Mark Hiller, Vanessa Mai, Silverjam, Stefan Ultsch                                           | Silverjam                                                 | 3:47  |
| 17 | Ja nein vielleicht (Stereoact Club Mix) (Stereoact feat. Vanessa Mai) | Dominik Köhl, Buket Kocates, Stereoact, Joshua Stolten, Matthias Zürkler                     | Dominik Köhl, Stereoact, Joshua Stolten, Matthias Zürkler | 3:53  |
| 18 | Spiegel, Spiegel (Duett-Version) (mit Axel Prahl)                     | Louis Berton, Michael Herberger, Louis Leibfried                                             | Jules Kalmbacher                                          | 3:28  |

## Tourneen

### Teaser-Clubshow Tour
Nachdem die ursprünglich geplante Arena-Tour abgesagt wurde, entschied sich Mai dazu, zunächst eine kleine Klubtour zu spielen. Diese sogenannte Teaser-Clubshow Tour erstreckte sich über einen Zeitraum von vier Tagen vom 25. November bis 28. November 2019 und führte sie mit ihrer Begleitband nach Hamburg, Köln, München und Berlin. Die ausverkauften Spielorte boten für ungefähr 500 Zuschauer platz. Der offizielle Kartenvorverkauf begann am 27. September 2019, Fans die den Newsletter von Mai abonnierten, konnten bereits über den „Fan-Presale“ drei Tage zuvor an Karten gelangen. Während der Tour präsentierte Mai zusammen mit ihrer Begleitband 18 unterschiedliche Titel. Das Repertoire bestand hauptsächlich aus einer musikalischen Mischung aus Elektropop, Pop und Schlager, mit einigen Akustikdarbietungen inmitten der Konzerte. Die Setlist bestand zu mehr als ein Drittel aus Stücken von Für immer sowie weiteren Titeln aus allen älteren Studioalben. Inmitten der Konzerte präsentierte Mai ein Akustikset bestehend aus drei Titeln.

### Für immer Tour
Die Für immer Tour erfolgte im Zeitraum vom 16. Mai 2022 bis zum 20. September 2022 und führte Mai mit ihrer Begleitband durch elf deutsche Städte. Die Konzertreihe erfolgte in zwei Abschnitten. Der erste Teil fand am 16. Mai 2022 in Köln und am 17. Mai 2022 in München statt. Der zweite Teil startete am 8. September 2022 in Frankfurt am Main und endete am 20. September 2022 in Dresden. Erstmals angekündigt wurde die Tour am 10. Dezember 2019, wenige Tage nach Beendigung der Teaser-Clubshow Tour. Ursprünglich sollte die Konzertreihe bereits im Oktober 2020 starten, musste jedoch aufgrund der COVID-19-Pandemie mehrfach verschoben werden. Die Begleitband von Mai bestand aus den vier Musikern Jens Golücke (Schlagzeug), Sebastian Motz (Keyboard), Jan Stürmer (Gitarre) und Martin Ziaja (Bass) sowie den Begleitsängern Eva Becker und Nico Gomez. Während der Tour präsentierte Mai zusammen mit ihrer Begleitband 22 unterschiedliche Titel, darunter zwei Medleys. Ursprünglich war die Tour zur Präsentation von Für immer geplant, jedoch bestand die Setlist letztendlich aus einer Art Best Of, wobei Für immer mit sechs Liedern die meisten vollwertigen Titel stellte. Während der Tour wurde mindestens ein Titel aus jedem ihrer bis dato acht erschienenen Studioalben gespielt.

## Singleauskopplungen
Beste Version
Als erste Singleauskopplung aus Für immer erschien – bereits sieben Monate vor der Veröffentlichung des Albums – die Single zu Beste Version. Die Single erschien am 17. Mai 2019 als Einzeldownload und Streaming. Auf dem Frontcover ist das Gesicht von Mai zu sehen. Es handelt sich hierbei, nach Nie wieder, um die zweite Singleauskopplung in Mais Karriere, bei der sie selbst als Autorin tätig war. Am Tag der Singleveröffentlichung feierte auch das dazugehörige Musikvideo seine Premiere auf YouTube. Das Video zeigt den Morgen von verschiedenen Menschen, die alleine aufwachen und scheinbar nicht perfekt zu sein scheinen. Während sie zu Beginn noch ihre Makel in den Vordergrund stellen, vergessen sie diese gegen Ende des Videos und beginnen zu tanzen. Mai nimmt selbst eine der Rollen im Video ein. Das Video hat eine Gesamtlänge von 3:24 Minuten und wurde von Katja Kuhl gedreht. Beste Version verfehlte den Einstieg in die offiziellen Singlecharts, konnte sich jedoch an vier Tagen in den deutschen iTunes-Tagesauswertungen platzieren und erreichte mit Position 22 seine höchste Chartnotierung am Tag seiner Veröffentlichung.
Venedig (Love Is in the Air)
Mit Venedig (Love Is in the Air) erschien am 18. Oktober 2019 die zweite Vorabsingle des Albums. Wie sein Vorgänger erschien die Single ebenfalls als Einzeldownload und Streaming. Anders als der Titel verlauten mag, handelt es sich hierbei nicht um ein englischsprachiges Lied, sondern eins in deutscher Sprache. Das Stück beinhaltet lediglich im Refrain die sich mehrfach wiederholende Zeile „Love Is in the Air“ (englisch für ‚Liebe ist in der Luft‘). Auf dem Frontcover der Single sieht man Mai an einer Promenade in Venedig. Am Tag der Singleveröffentlichung erschien auch das Musikvideo. In diesem ist Mai an verschiedenen Schauplätzen in Venedig zu sehen. Die Single verfehlte den Einstieg in die offiziellen Singlecharts, konnte sich jedoch für zwei Wochen an der Chartspitze der deutschen Konservativ Pop Airplaycharts platzieren. Darüber hinaus konnte sich die Single an 16 Tagen in den deutschen iTunes-Tagesauswertungen platzieren und erreichte mit Position 13 seine höchste Chartnotierung am Tag seiner Veröffentlichung. Am 18. November 2022 erschien, im Zuge mit der Veröffentlichung des Livealbums Für immer Tour – Live 2022, eine Liveversion des Liedes als Promo-Single.
Ja Nein Vielleicht
Am 25. Oktober 2019 erschien mit Ja Nein Vielleicht die dritte Singleauskopplung aus Für immer. Hierbei handelt es sich um eine Kollaboration mit dem deutschen DJ-Duo Stereoact. Obwohl es sich um einen Gastbeitrag von Mai handelt, erschien das Stück auch auf ihrem Album. Wie seine beiden Vorgänger erschien auch diese Auskopplung zunächst als Einzeldownload und Streaming. Am 6. Dezember 2019 erschien eine Remix-EP mit fünf Remixaufnahmen zum Download und Streaming. Auf dem Frontcover des Einzeltracks ist lediglich der Liedtitel sowie die Interpreten in schwarzer Schrift, auf weißem Hintergrund, zu sehen. Die Worte „Ja“, „Nein“ und „Vielleicht“ sind untereinander mit Kästchen zum ankreuzen angebracht, dabei wurde das Kreuz bei „Ja“ gesetzt. Die Remix-EP beinhaltet das gleiche Cover, nur dass die Farben vertauscht wurden, sodass der Hintergrund schwarz und die Aufschrift weiß gehalten ist. Im dazugehörigen Musikvideo ist Mai zu sehen, die sich während ihres alltags nicht entscheiden kann, was sie will. Das Video zeigt sie unter anderem beim Tanken, beim Bäcker, in einer Eisdiele oder in einer Bar. Sie wird dabei immer von den beiden Stereoact-Mitgliedern bedient. Die Gesamtlänge des Videos beträgt 2:48 Minuten, Regie führte Marvin Ströter. Auch diese Single verfehlte den Einstieg in die offiziellen Singlecharts, konnte sich jedoch ebenfalls in den deutschen iTunes-Tagesauswertungen platzieren und erreichte innerhalb von acht Tagen mit Position acht seine höchste Chartnotierung am 31. Oktober 2019.
Hast du jemals
Bei Hast du jemals handelt es sich um die vierte Singleauskopplung des Albums. Die Single entstand in Kollaboration mit dem deutschen Soul- und R&B-Sänger Xavier Naidoo, wie die anderen Singles erschien diese auch als Einzeldownload und Streaming am 29. November 2019. Auf dem rotgehaltenen Frontcover der Single sind lediglich der Liedtitel sowie die Interpreten zu finden. Der Liedtitel ist im Hintergrund, in roter Farbe, mehrfach untereinander über das komplette Cover verteilt zu finden. Die Künstlerangaben sind im Vordergrund, mittig, in weißer Schrift, angebracht. Während der Titel in großen Buchstabend dargestellt wird, sind die Interpretenangaben relativ klein gehalten. Das Artwork orientiert sich an dem des Albums. Das Video zeigt die Hochzeit zwischen Mai und ihrem wirklichen Gatten Andreas Ferber, wobei sie ihr original Brautkleid trägt. Naidoo schlüpft in die Rolle des Trauzeugen. Die Aufnahmen erfolgten auf Schloss Walkershofen in Simmershofen-Walkershofen. Die Gesamtlänge beträgt 2:55 Minuten, Regie führte Mikis Fontagnier. Wie alle drei Vorgänger verfehlte auch Hast du jemals den Einstieg in die offiziellen Hitparaden, konnte sich jedoch ebenfalls an sieben Tagen in den deutschen iTunes-Tagesauswertungen platzieren und erreichte mit Position 23 seine höchste Chartnotierung einen Tag nach seiner Veröffentlichung am 30. November 2019.
Spiegel, Spiegel
Als fünfte und Letzte Vorabsingle erschien Spiegel, Spiegel am 10. Januar 2020. Wie alle vorangegangenen Singleauskopplungen des Albums, erschien auch diese als Einzeldownload und Streaming. Auf dem Frontcover der Single ist – neben Künstlernamen und Liedtitel – Mai während eines Konzertes von ihrer Teaser-Club Shows zu sehen. Das Coverbild sowie der Liedtitel spiegeln sich, lediglich die Künstlerangabe spiegelt sich nicht. Inhaltlich blickt Mai in dem Stück auf schwierige Zeiten sowie die damit verbundene innere Zerrissenheit zurück. Dies wurde auch von namhaften Musikkritikern, wie dem deutschsprachigen Online-Magazin laut.de positiv rezensiert. Das Stück wurde ursprünglich als Soundtrack für den Film Nur mit Dir zusammen geschrieben. In der NDR Talk Show verriet sie Barbara Schöneberger gegenüber, dass sie das Stück so berührte, ihr aus der Seele sprach und sie die Thematik selbst erlebte, dass sie es auf dem Album haben wollte. Ein offizielles Musikvideo wurde nicht gedreht, Mai veröffentlichte lediglich ein Akustikvideo zu Spiegel, Spiegel am 21. Januar 2020, dass während der „Mein Herz schlägt Schlager Session“ entstand. Die Single verfehlte sämtliche Hitparaden.
Maisterwerk
Nachdem fünf offizielle Singleauskopplungen erschienen waren, veröffentlichte Mai mit Maisterwerk eine Videoauskopplung, die am 31. Januar 2020 über YouTube erschien. Das Musikvideo beinhaltet Aufnahmen, die während der Teaser-Clubshow Tour entstanden. Es zeigt sowohl Backstageaufnahmen, als auch Aufnahmen während der Konzerte sowie Fanaufnahmen vor und nach der Konzerte. Die Gesamtlänge des Videos beträgt 2:54 Minuten. Regie führte Florian Kaiser. Inhaltlich ist das Stück ein Dankeschön von Mai an ihre Fans.
Highlight
Am 16. Mai 2020 veröffentlichte Mai mit Highlight die bislang letzte Single aus dem Album. Wie die Vorgänger erschien die Single ebenfalls als Einzeldownload und Streaming. Die Singleversion unterscheidet sich jedoch von der Albumversion, indem sie einen kroatischsprachigen Textteil beinhaltet. Am Tag der Singleveröffentlichung trat Mai mit dieser Version beim neu initiierten Free European Song Contest an. Bei ihrer Teilnahme vertrat sie Kroatien, das Land aus dem ihr Vater stammt. Sie belegte am Ende mit 55 Punkten den neunten von 16 Plätzen und musste sich unter anderem dem Sieger Nico Santos mit Like I Love You, Ilse DeLange (Changes) oder auch Max Mutzke als Astronaut ([back to the moon]) geschlagen geben. Mai bekam während der Punktevergabe von Bulgarien einmal die volle Punktzahl von zwölf Punkten, aus Dänemark, Irland, Israel und vom Mond bekam sie keine Punkte. Die Redaktion vom deutschsprachigen Online-Magazin schlager.de beschrieb das Outfit während des Auftritts als „optisch bezaubernd“, den Gesang jedoch als „vergleichsweise etwas mau“. Am 12. Juni 2020 erschien eine weitere Neuauflage mit dem Titel Du bist mein Highlight (No puedo estar sin ti). Diese beinhaltet einen Mix aus Deutsch und Spanisch, wobei Mai von der spanischen Band Lérica unterstützt wurde. Hierzu wurde letztendlich auch ein Musikvideo gedreht.

## Mitwirkende
Albumproduktion
- Ronja Amundsen: Komponist (Lied 5), Liedtexter (Lied 5)
- Jan Finck Barboza: Tonmeister (Lied 18)
- Lex Barkey: Mastering (Lied 12)
- Louis Berton: Komponist (Lieder: 7, 18), Liedtexter (Lieder: 7, 18)
- Christoph Cronauer: Gitarre (Lieder: 1, 4, 9–10, 13–14), Keyboard (Lieder: 6, 9–10), Komponist (Lieder: 1, 4, 6, 9–10, 13–14), Liedtexter (Lieder: 1, 4, 6, 9–10, 13–14), Musikproduzent (Lieder: 1, 4, 6, 9–10, 13–14)
- Daniel Cronauer: Komponist (Lieder: 1, 4, 6, 9–10, 13–14), Liedtexter (Lieder: 1, 4, 6, 9–10, 13–14)
- Daniel Deimann: Komponist (Lied 11), Liedtexter (Lied 11), Musikproduzent (Lied 11)
- Sera Finale: Liedtexter (Lied 4)
- Michael Geldreich: Keyboard (Lied 5), Synthesizer (Lied 5)
- Michael Herberger: Komponist (Lieder: 7, 18)
- Mark Hiller: Komponist (Lieder: 2–3, 15–16), Liedtexter (Lieder: 2–3, 15–16)
- Junkx: Keyboard (Lied 11), Komponist (Lied 11), Liedtexter (Lied 11), Musikproduzent (Lied 11)
- Jules Kalmbacher: Bass (Lieder: 5, 7, 18), Keyboard (Lieder: 5, 7, 18), Komponist (Lied 5), Musikproduzent (Lieder: 5, 7, 18), Programmierung (Lieder: 5, 7, 18), Saiteninstrumente (Lieder: 5, 7, 18), Schlagzeug (Lieder: 5, 7, 18), Synthesizer (Lieder: 5, 7, 18), Tonmeister (Lied 18)
- Dominik Köhl: Komponist (Lieder: 8, 17), Liedtexter (Lieder: 8, 17), Musikproduzent (Lieder: 8, 17)
- Buket Kocates: Komponist (Lieder: 8, 17), Liedtexter (Lieder: 8, 17)
- Louis Leibfried: Komponist (Lieder: 7, 18), Liedtexter (Lieder: 7, 18)
- Lukas Loules: Abmischung (Lied 12), Begleitgesang (Lied 12), Instrumentation (Lied 12), Komponist (Lied 12), Liedtexter (Lied 12)
- Tryna Loules: Begleitgesang (Lied 12)
- Vanessa Mai: Gesang (Lieder: 1–18), Komponist (Lieder: 1–4, 6, 9–11, 13–16), Liedtexter (Lied 1–4, 6, 9–11, 13–16)
- Xavier Naidoo: Gesang (Lied 5), Komponist (Lied 5), Liedtexter (Lied 5)
- Axel Prahl: Gesang (Lied 18)
- Nico Santos: Komponist (Lied 4), Liedtexter (Lied 4)
- Felix Schüler: Gitarre (Lieder: 5, 18)
- Michael Schwabe: Mastering (Lied 11)
- Silverjam: Abmischung (Lieder: 2–3, 15–16), Bass (Lieder: 2–3, 15–16), Beats (Lieder: 2–3, 15–16), Begleitgesang (Lieder: 2–3, 15–16), Gitarre (Lieder: 2–3, 15–16), Keyboard (Lieder: 2–3, 15–16), Komponist (Lieder: 2–3, 15–16), Liedtexter (Lieder: 2–3, 15–16), Musikproduzent (Lieder: 2–3, 15–16), Piano (Lieder: 2–3, 15–16)
- Stereoact: DJ (Lieder: 8, 17), Komponist (Lieder: 8, 17), Liedtexter (Lieder: 8, 17), Musikproduzent (Lieder: 8, 17)
- Joshua Stolten: Komponist (Lieder: 8, 17), Liedtexter (Lieder: 8, 17), Musikproduzent (Lieder: 8, 17)
- Truva Music: Abmischung (Lieder: 1, 4, 6, 9–10, 13–14), Mastering (Lieder: 1–10, 12–18)
- Stefan Ultsch: Komponist (Lieder: 2–3, 15–16), Liedtexter (Lieder: 2–3, 15–16)
- Mariana Wagner: Begleitgesang (Lieder: 2–3, 15–16)
- Joe Walter: Komponist (Lied 11), Liedtexter (Lied 11)
- Matthias Zürkler: Bass (Lieder: 1, 4, 6, 9–10, 13–14), Keyboard (Lieder: 1, 4, 6, 10, 13–14), Komponist (Lieder: 1, 4, 6, 8–10, 13–14, 17), Liedtexter (Lieder: 1, 4, 6, 8–10, 13–14, 17), Musikproduzent (Lieder: 1, 4, 6, 8–10, 13–14, 17), Schlagzeug (Lieder: 1, 4, 6, 9–10, 13–14)

Artwork
- Sandra Ludewig: Fotograf
- Roland Reinsberg: Artwork

Unternehmen
- AFM Publishing: Verlag (Lieder: 1–4, 6, 9–10, 12–16)
- Ariola: Musiklabel
- Benzer Publishing: Verlag (Lieder: 2–3, 15–16)
- BMG Rights Management: Verlag (Lied 11)
- Budde Music: Verlag (Lieder: 1, 4–6, 9–10, 13–14)
- Con Basso Musikverlag: Verlag (Lieder: 8, 17)
- Edition AK Entertainment: Verlag (Lieder: 8, 17)
- Edition Kiwi: Verlag (Lied 5)
- Edition Wortgewandt: Verlag (Lieder: 5, 18)
- Ellenberger Verlag: Verlag (Lieder: 2–3, 15–16)
- Emmaspark Music: Verlag (Lieder: 2–3, 15–16)
- Hastings Audio Network: Tonstudio (Lied 18)
- House of Music: Tonstudio (Lieder: 2–3, 15–16)
- Joe Walter Musikverlag: Verlag (Lied 11)
- Jules Kalmbacher Edition: Verlag (Lied 5)
- Jules Kamlbacher Studio: Tonstudio (Lieder: 5, 7, 18)
- Madizin Music Publishing: Verlag (Lieder: 2–3, 15–16)
- Madizin Studios: Tonstudio (Lieder: 2–3, 15–16)
- Roba Music Verlag: Verlag (Lieder: 8, 17)
- Sony/ATV Music Publishing: Verlag (Lieder: 2–3, 5, 15–16)
- Sony Music Entertainment: Vertrieb
- Vanessa Mai Edition: Verlag (Lieder: 1–4, 6, 9–10, 12–16)
- Warner/Chappell Music: Verlag (Lied 12)
- Xavier Naidoo & Michael Herberger Edition: Verlag (Lied 5)

## Rezensionen
Toni Hennig vom deutschsprachigen Online-Magazin laut.de bewertete das Album mit lediglich einem von fünf Sternen und ist der Meinung, dass das Album wie alle Vorgänger klinge. Mai bleibe ihrem Motto „Mein Herz schlägt Schlager“ auf diesem Album treu, biedere sich jedoch dem „Mainstream-Zeitgeist“ an. Die Musik laufe oftmals einen geraden „4⁄4-Bummsbeat“ aus den niedersten Katakomben der Après-Ski-Hölle hinaus. Wenn der einmal nicht im Vordergrund stehe, würden es auch einfach Elektro-, Balearic-House- und Dancehall-Tunes machen, die sich alle gleich generisch und leblos anhören. Das ließe sich oftmals auch auf das effektbeladene dünne Stimmchen von ihr übertragen. Diese verfüge weder über Volumen noch über Ausdruck und Charisma. Die überwiegend von Liebe handelnden Liedtexte beschrieb Hennig als „unerträgliche Zerreißprobe“, was unter anderem an vielen „Liebesklischees“, „Banalität“ und „Groschenromanartigkeit“ liege. Die Texte würden teilweise auch einer „Gaga-Lyrik“ folgen. Auch für die Gastsänger hat Hennig wenig positives übrig. Naidoos Gesang beschrieb er als „gejaule“, welches Magenkrämpfe verursache. Aufgrund der inhaltlichen Selbstreflexion hob Hennig das Stück Spiegel, Spiegel als einzigen Lichtblick hervor. Die Redaktion bewertete das Album als eines der „miesesten Alben des Halbjahres“ sowie letztendlich eines der „schlimmsten Alben des Jahres 2020“.
Florian Reiter vom deutschsprachigen Online-Nachrichtenmagazin Focus Online beschrieb Für immer als schnörkellos produzierte Mischung aus Pop und Schlager, mit Anleihen aus der Elektro- und Hip-Hop-Welt. Inhaltlich befasse sich das lebensfrohe und lockere Album überwiegend mit positiven Themen wie Glück oder auch Liebe, möglicherweise sei es auch das beste Album von Mai bisher, doch leider habe sie an einer „Phönix aus der Asche“-Erzählung voller Einblicke ins Seelenleben kein Interesse.
Patrick Kollmer von schlagerplanet.com beschrieb die neuen Titel als deutlich „poppiger“ und „tanzbarer“. Mai setzte sich musikalisch „spürbar“ vom Schlager ab, allerdings vollziehe sie auch keinen kompletten Stilwechsel. Das neue Material hätte auch auf eines der früheren Alben gepasst.

## Chartplatzierungen
Für immer erreichte in Deutschland Position zwei der offiziellen Albumcharts und konnte sich eine Woche in den Top 10 sowie acht Wochen in den Top 100 platzieren. Nach dem Mai mit den letzten beiden Studioalben Regenbogen und Schlager die Chartspitze erreichte, musste sie sich diesmal der deutschen Dark-Rock-Band Mono Inc. geschlagen geben. In den deutschen Schlagercharts sowie den deutschsprachigen Albumcharts erreichte Für immer jeweils die Spitzenposition. Des Weiteren erreichte das Album Position vier der deutschen Downloadcharts. In Österreich erreichte das Album Position fünf und hielt sich eine Woche in den Top 10 sowie drei Wochen in den Charts. In der Schweiz erreichte Für immer mir Position sieben seine höchste Chartnotierung und platzierte sich ebenfalls eine Woche in den Top 10 und vier Wochen in der Hitparade. 2020 platzierte sich das Album auf Rang 20 der deutschen Schlageralbum-Jahrescharts.
Mai erreichte mit Für immer jeweils zum sechsten Mal die Albumcharts in Deutschland, Österreich und der Schweiz. Es ist jeweils ihr fünfter Top-10-Erfolg in Deutschland und Österreich sowie der vierte in der Schweiz. In den deutschen Schlagercharts erreichte sie bereits zum fünften Mal die Chartspitze.
| ChartsChartplatzierungen | Höchstplatzierung | Wochen |
| ------------------------ | ----------------- | ------ |
| Deutschland (GfK)        | 2 (8 Wo.)         | 8      |
| Österreich (Ö3)          | 5 (3 Wo.)         | 3      |
| Schweiz (IFPI)           | 7 (4 Wo.)         | 4      |